# Kamiss Hugó Ferenc
Kamiss Hugó Ferenc, OSB (Nagytapolcsány, Nyitra vármegye, 1823. október 10. – Tihany, 1867. április 25.) bencés  áldozópap és gimnáziumi tanár.

## Életútja
1839. szeptember 15-én lépett a rendbe; 1847. május 25-én ünnepélyes fogadalmat tett és július 20-án Pannonhalmán áldozópappá szenteltetett föl. 1847-48-ban a dömölki apátság hitszónoka, 1848-49-ben gimnáziumi tanár Esztergomban, 1849-50-ben hitszónok, 1850-1851-ben a világtörténet és hazai történelem tanára, 1851-59-ben tanár Komáromban, 1859-61-ben tihanyi könyvtárnok és rendházi lelkiatya volt.
Programmértekezése a komáromi gimnázium Értesítőjében (1855. Történeti jellemrajz Nagy Károly életéből.)